# Сузукі Ацуто
Сузукі Ацуто (яп. 鈴木 厚人, англ. Suzuki Atsuto, нар. 3 жовтня 1946 року, Нігата, Японія) — японський фізик, спеціаліст з експериментальної фізики елементарних частинок, відомий своїми спостереженнями нейтрино й антинейтрино.

## Кар'єра

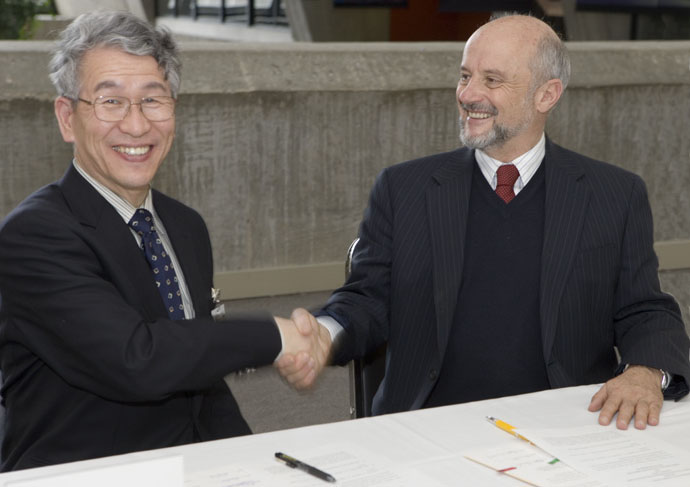
З П'єрмарія Оддоне (квітень 2007)

Сузукі здобув ступінь доктора філософії в Тохокуському університеті в 1974 році під керівництвом Масатосі Косіби. У 1982 році він обійняв постійну позицію в Токійському університеті. У 1993 році він паралельно обіймав професорські посади в Лабораторії фізики високих енергій Університету Тохоку та в Інституті дослідження космічних променів Токійського університету. Взявши участь в експериментах з виявлення нейтрино Каміоканде-II і Супер-Каміоканде, Сузукі був призначений директором Дослідницького центру науки про нейтрино в 1998 році та керував експериментами з виявлення нейтрино KamLAND. З 2006 по 2015 рік він був генеральним директором Лабораторії прискорювачів KEK.

## Наукові результати
Експеримент Kamiokande-II виявив сплеск нейтрино від наднової зорі SN 1987A, що стало першим таким спостереженням і принесло дослідницькій групі премії Асахі та Бруно Россі.
Спостереження під час експерименту Супер-Каміоканде виміряли нейтринні осциляції, тим самим розв'язавши проблему сонячних нейтрино. За цей результат проєкт був нагороджений премією Асахі 1998 року.
Експеримент KamLAND був першим, який виявив геонейтрино, що утворюються внаслідок розпаду радіонуклідів глибоко всередині Землі. Ці спостереження забезпечили перші прямі вимірювання кількості елементів, що утворюють геонейтрино, та їхнього просторового розподілу в надрах Землі.

## Нагороди
Сузукі отримав японську Медаль Пошани у 2005 році, премію Бруно Понтекорво у 2006 році та Премію за важливе відкриття у фундаментальній фізиці у 2016 році, яку розділили дослідники з KamLAND, Super-Kamiokande, K2K / T2K, Дая-Бей і Садбері. У 2011 році був обраний іноземним членом Російської академії наук.
У 2021 році обраний особою з культурними досягненнями.
У 2022 році він був обраний членом Академії наук Японії.